# Dystasia rondoni
Dystasia rondoni är en skalbaggsart som beskrevs av Stefan von Breuning 1965. Dystasia rondoni ingår i släktet Dystasia och familjen långhorningar.
Artens utbredningsområde är Laos. Inga underarter finns listade i Catalogue of Life.